# Castelnau-d'Estrétefonds
Castelnau-d'Estrétefonds is een gemeente in het Franse departement Haute-Garonne (regio Occitanie). De plaats maakt deel uit van het arrondissement Toulouse. In de gemeente ligt spoorwegstation Castelnau-d'Estrétefonds. Castelnau-d'Estrétefonds telde op 1 januari 2022 6.915 inwoners.

## Geografie
De oppervlakte van Castelnau-d'Estrétefonds bedroeg op 1 januari 2022 28,32 vierkante kilometer; de bevolkingsdichtheid was toen 244,2 inwoners per km².

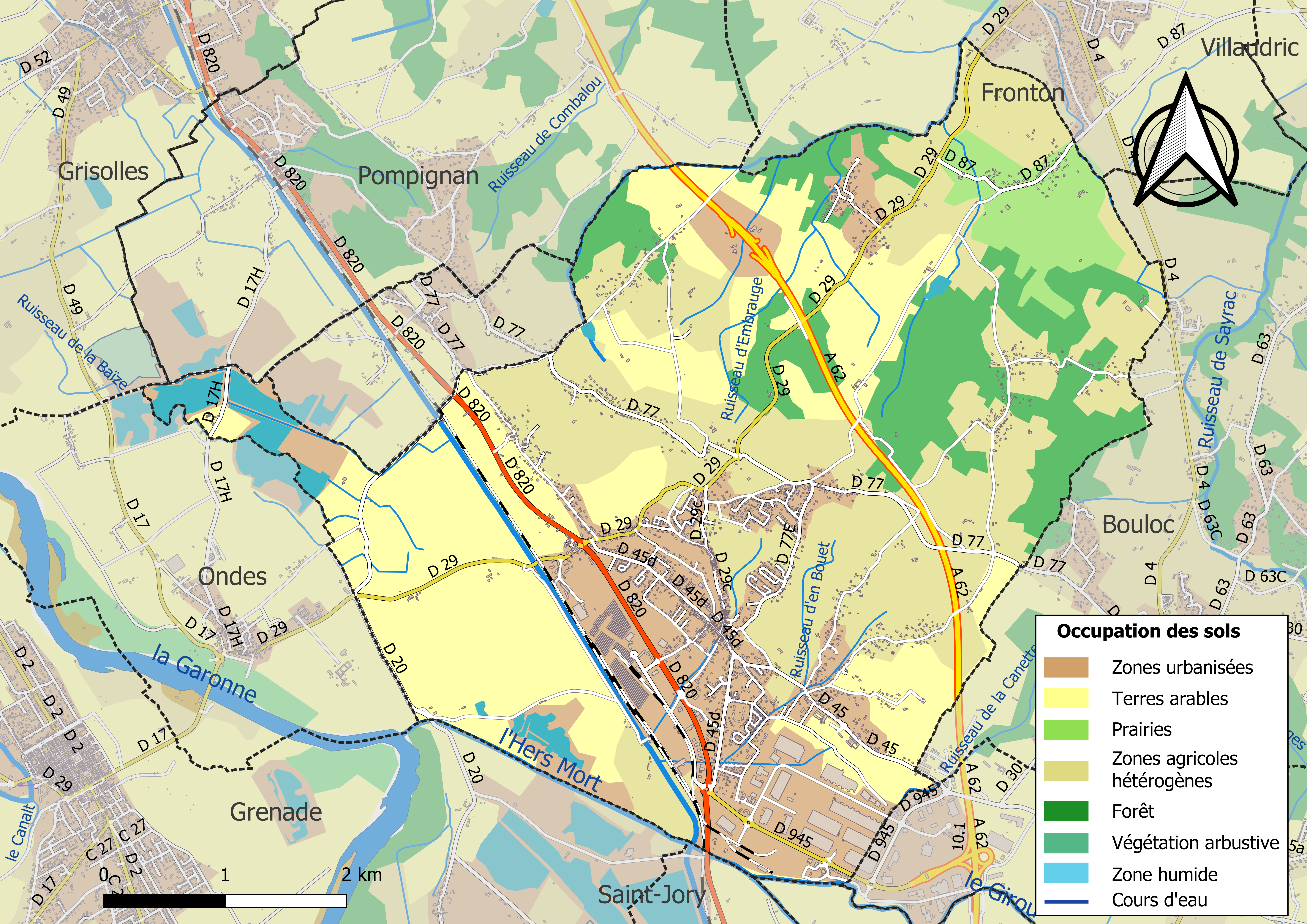
Kaart van de gemeente met belangrijkste infrastructuur, bodemgebruik en omliggende gemeenten

## Demografie
Onderstaande figuur toont het verloop van het inwonertal (bron: INSEE-tellingen).